# Spathochlamys
Spathochlamys är ett släkte av musslor. Spathochlamys ingår i familjen kammusslor.
Kladogram enligt Catalogue of Life:
| Spathochlamys | \| \| Spathochlamys benedicti \| \| \| \| \| \| Spathochlamys vestalis \| \| \| \| |
|               | \| \| Spathochlamys benedicti \| \| \| \| \| \| Spathochlamys vestalis \| \| \| \| |
|               | Spathochlamys benedicti                                                            |
|               |                                                                                    |
|               | Spathochlamys vestalis                                                             |
|               |                                                                                    |